# Hogebrug (buurtschap)
Hogebrug is een buurtschap in de Nederlandse gemeente Bodegraven-Reeuwijk en ligt in de provincie Zuid-Holland. De buurtschap ligt tussen de Enkele Wiericke en de Dubbele Wiericke, een vaarverbinding tussen Oude Rijn en Hollandse IJssel en ligt aan de spoorlijn van Gouda naar Woerden.
Hogebrug behoorde tot de gemeente Lange Ruige Weide die bij een gemeentelijke herindeling in 1964 opging in de nieuwe gemeente Driebruggen. In 1989 werd Hogebrug een onderdeel van de gemeente Reeuwijk. Per 1 januari 2011 is de buurtschap onderdeel geworden van de gemeente Bodegraven-Reeuwijk.
Rondom Hogebrug vindt veel veeteelt plaats, voornamelijk melkveehouderij en in mindere mate schapen- en varkenshouderij. In de buurtschap bevindt zich een houtverwerkingsbedrijf, van oorsprong een trappen- en kozijnenfabriek (VIOS).

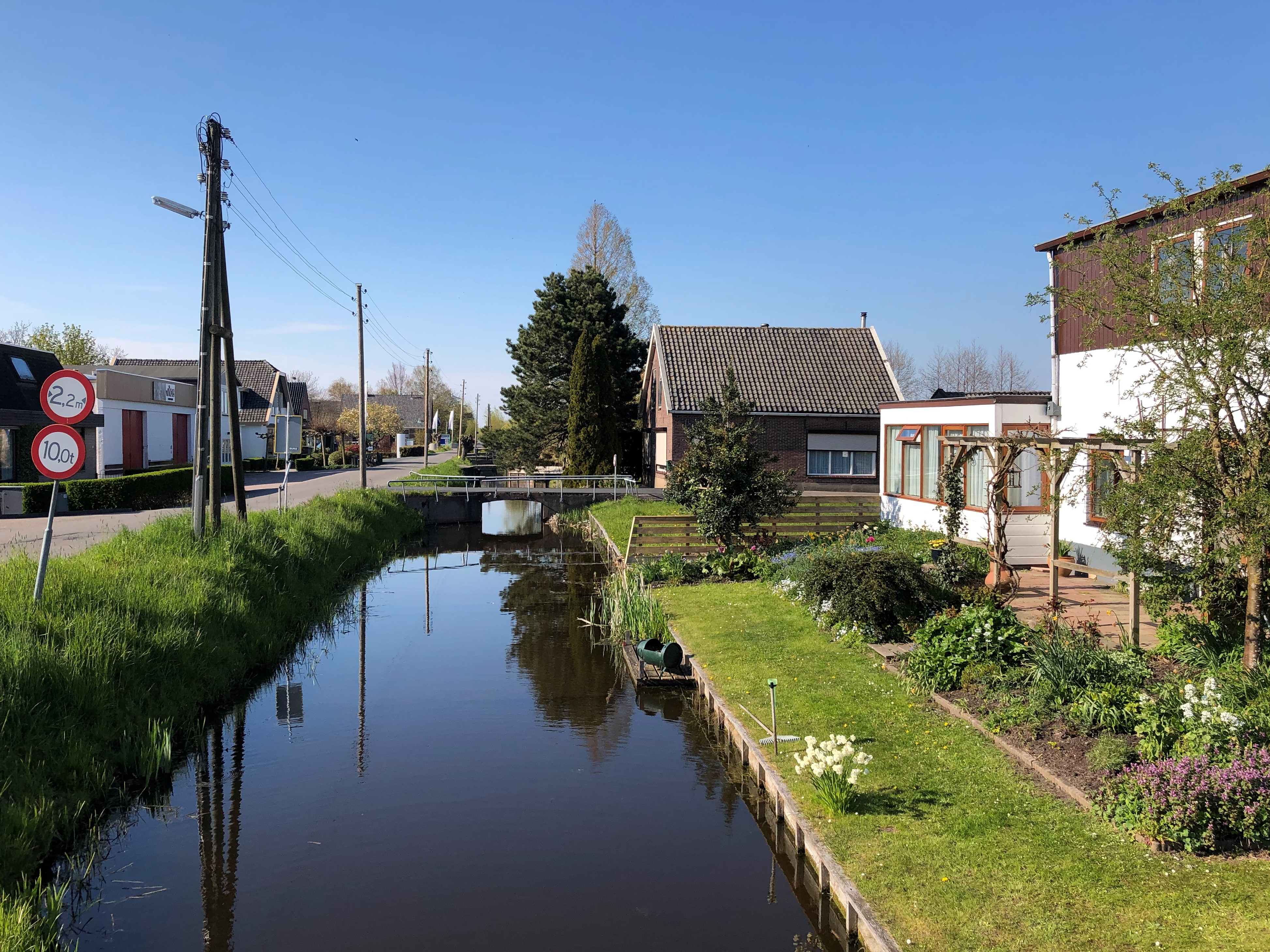
Het Hoogeind in Hogebrug
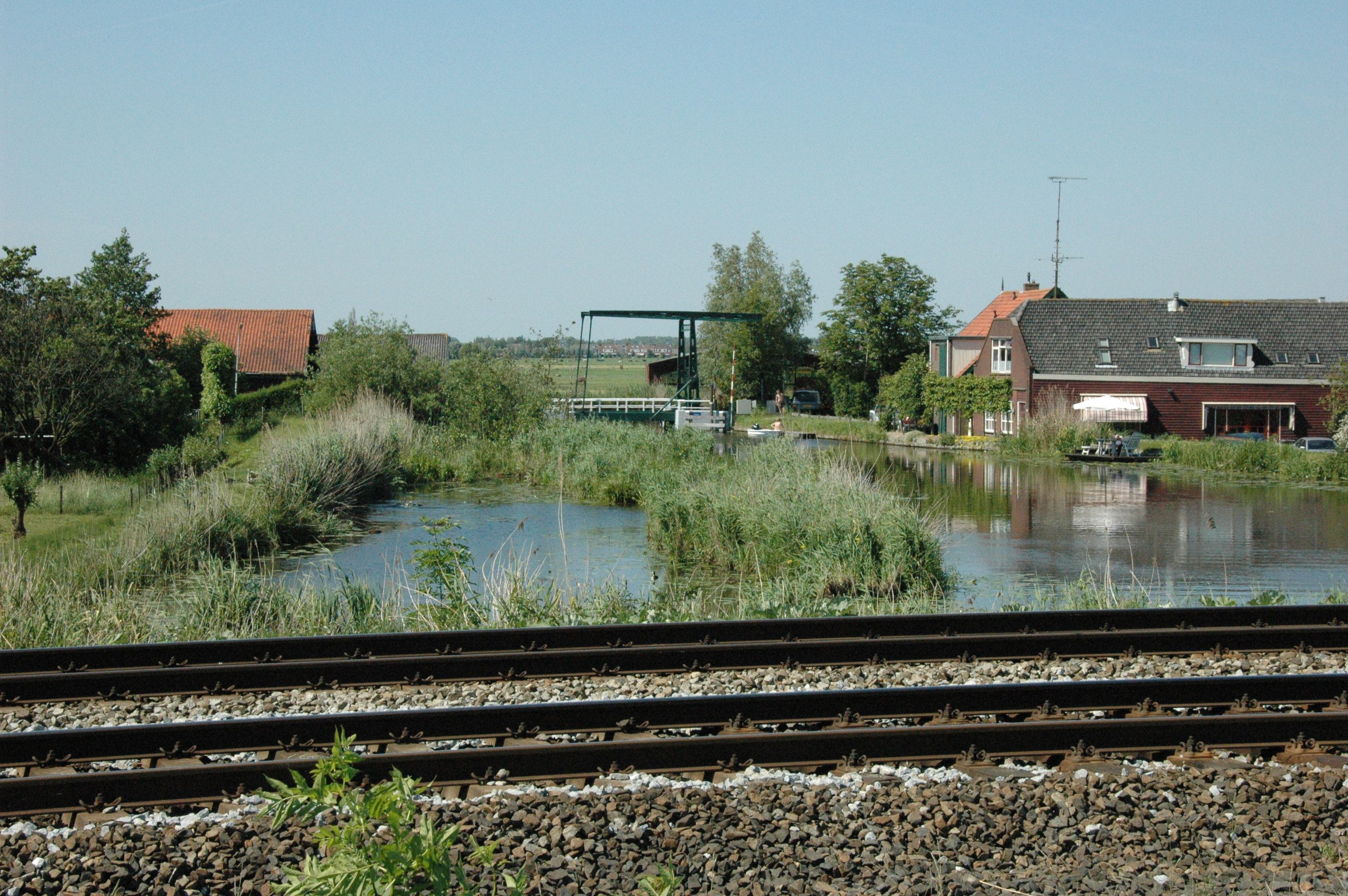
Hogebrug met de Dubbele Wiericke, gezien vanaf de spoorlijn Den Haag - Utrecht
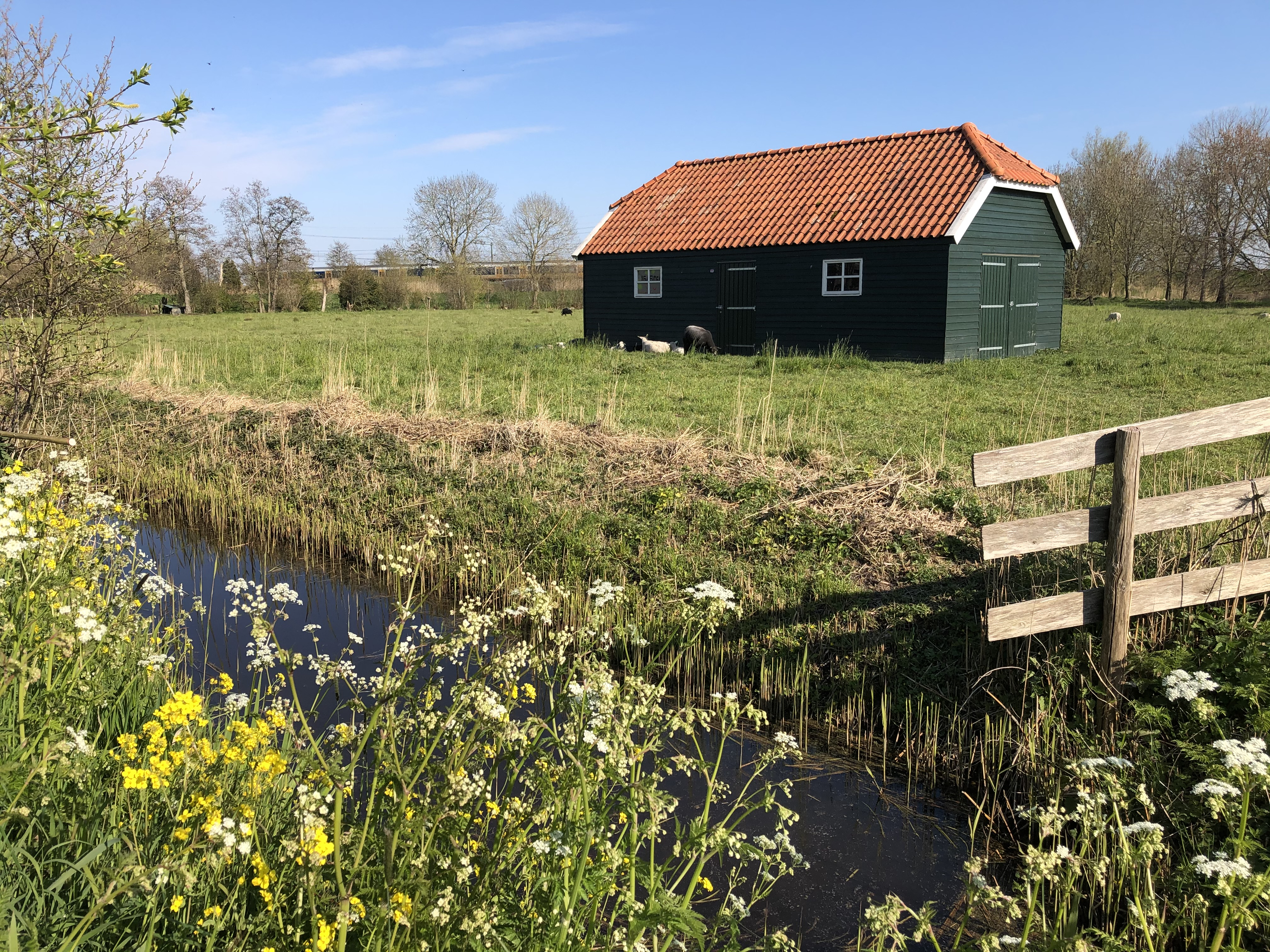
Schuur met schapen in de lente